# Đông Mỹ, thành phố Thái Bình
Đông Mỹ là một xã thuộc thành phố Thái Bình, tỉnh Thái Bình, Việt Nam.
Xã có diện tích 4,22 km², dân số là 6.435 người, mật độ dân số đạt 1.525 người/km².